# 38-я церемония «Грэмми»
38-я церемония вручения премий «Грэмми» состоялась 28 февраля 1996 года в Shrine Auditorium, Лос-Анджелес. Наибольший успех достался певице Аланис Мориссетт, которая из 6 номинаций получила 4 статуэтки «Грэмми», включая главную в категории Альбом года, став самой молодой (21 год) выигравшей её (этот рекорд был побит только в 2010 году певицей Тейлор Свифт). Ни в одной из 6 номинаций не выиграла певица Мэрайя Кэри.

## Основная категория
- Запись года
  - Тревор Хорн (продюсер) и Сил за «Kiss From a Rose»
- Альбом года
  - Glen Ballard (продюсер) и Аланис Мориссетт за альбом «Jagged Little Pill»
- Песня года
  - Сил (певец) за песню «Kiss From a Rose»
- Лучший новый исполнитель
  - Hootie & the Blowfish (другие номинанты: Brandy, Аланис Мориссетт, Джоан Осборн, Шанайя Твейн)

## Классическая музыка

### Лучший классический альбом
- Karl-August Naegler (продюсер), Пьер Булез (дирижёр) & Кливлендский оркестр & Chorus за альбом Debussy: La Mer; Nocturnes; Jeux

## Поп

### Лучшее женское вокальное поп-исполнение
- Энни Леннокс — «No More 'I Love Yous'»

### Лучшее мужское вокальное поп-исполнение
- Сил — «Kiss From a Rose»

## R&B

### Лучшее женское вокальное R&B-исполнение
- Анита Бейкер — «I Apologize»

### Лучшее мужское вокальное R&B-исполнение
- Стиви Уандер — «For Your Love»

## Рок

### Лучшее женское вокальное рок-исполнение
- Аланис Мориссетт — «You Oughta Know»

### Лучшее мужское вокальное рок-исполнение
- Том Петти — «You Don't Know How It Feels»

### Лучшее вокальное рок-исполнение дуэтом или группой
- Blues Traveler — «Run-Around»

### Лучшее хард-рок-исполнение
- Pearl Jam — «Spin The Black Circle»

### Лучшее метал-исполнение
- Nine Inch Nails — «Happiness in Slavery»

### Лучшая рок-песня
- Аланис Мориссетт & Глен Баллард (авторы) — «You Oughta Know»

### Лучший рок-альбом
- Глен Баллард (пролдюсер) & Аланис Мориссетт — «Jagged Little Pill»

## Джаз

### Лучший альбом современного джаза
- Pat Metheny Group — «We Live Here»

## Музыкальное Видео

### Лучшее короткое музыкальное видео
- Cean Chaffin (продюсер), Mark Romanek (режиссёр), Джанет Джексон & Майкл Джексон — «Scream»
  - Среди номинантов была Бьорк — «It's Oh So Quiet»

## World music

### Лучший альбом в стиле world music
- Deep Forest — «Boheme»

## Составление и аранжировка
- Best Instrumental Composition
  - Bill Holman (композитор) за «A View From the Side» в исполнении The Bill Holman Band
- Best Song Written Specifically for a Motion Picture or for Television
  - Alan Menken & Stephen Schwartz (автор) за «Colors of the Wind» в исполнении Vanessa Williams
- Best Instrumental Composition Written for a Motion Picture or for Television
  - Hans Zimmer (композитор) за Crimson Tide
- Best Instrumental Arrangement
  - Robert Farnon (аранжировка) за «Lament» в исполнении J. J. Johnson & the Robert Farnon Orchestra
- Best Instrumental Arrangement with Accompanying Vocal(s)
  - Rob McConnell (аранжировка) за «I Get a Kick Out of You» в исполнении Mel Tormé вместе с Rob McConnell & The Boss Brass

## Персона года «MusiCares»
- Куинси Джонс